# Chersinellina
Chersinellina is een geslacht van kevers uit de familie bladkevers (Chrysomelidae).
De wetenschappelijke naam van het geslacht werd in 1950 gepubliceerd door Hincks.

## Soorten
- Chersinellina heteropunctata (Boheman, 1854)